# Fédération sportive de France
Pour les articles homonymes, voir FSF.

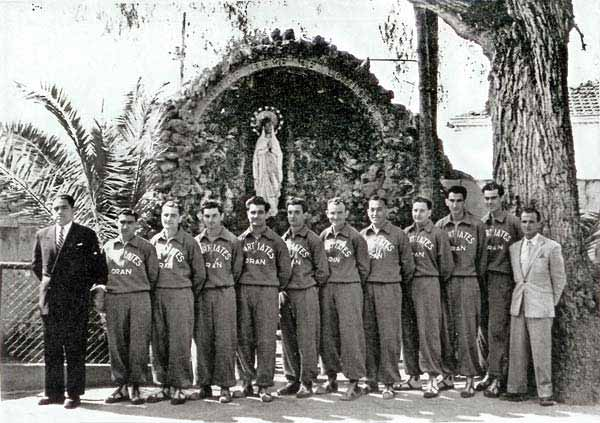
Champions de l’Union française en 1949, les Spartiates d’Oran illustrent la réussite du basket-ball à la FSF.

La Fédération sportive de France (FSF) nait en 1947 de l'officialisation de la fusion, imposée par le régime de Vichy sous l'Occupation, entre la Fédération gymnastique et sportive des patronages de France et le Rayon sportif féminin. Elle regroupe de 1947 à 1968 les sections sportives des patronages catholiques masculins et féminins.

## L'antériorité
Pour les jeunes gens les premiers patronages, décrits comme des « lieux où l’on joue et l’on prie », apparaissent dès le Consulat dans la région de Marseille avec les abbés Jean-Joseph Allemand puis Joseph-Marie Timon-David. Ces organisations gagnent ensuite la Belgique et la région parisienne sous l’égide des fils de la charité puis se généralisent avec les Salésiens et les Dominicains. Ces ordres et congrégations religieuses introduisent les jeux et la gymnastique dans leurs œuvres dès la première partie du XIXe siècle mais il faut attendre l’après-guerre de 1870 pour voir se multiplier les patronages paroissiaux qui sont durant plus d’un demi-siècle le vrai centre de gravité des paroisses. En 1891, l’encyclique Rerum novarum du pape Léon XIII les légitime et les conforte.
Comme pour les hommes la pratique d’exercices physiques dans les instituts religieux d’éducation féminins est ancienne. Elle se développe dès la Restauration et le succès de l’ouvrage de Phokion Einrich Clias Callisthénie pour les jeunes filles en témoigne. Ensuite la IIIe République qui charge la gymnastique d’assurer chez les jeunes gens la transition entre l’école et l’armée soutient également son développement pour les jeunes filles afin de « donner aux hommes républicains des compagnes républicaines ». Les premières sociétés féminines de gymnastique apparaissent ainsi dès 1899 à Paris et Valenciennes et l’Union Française de Gymnastique Féminine (UFGF) les fédère en 1912, cinq ans avant que n’apparaisse une Fédération française sportive féminine (FFSF). Pendant la Grande Guerre, Irène Popard, première diplômée féminine du cours supérieur d’éducation physique implanté à la Sorbonne par Georges Demenÿ, introduit l’éducation physique dans le scoutisme féminin de la région parisienne et dès la fin des hostilités les filles de la Charité se réapproprient ce domaine.

### La Fédération gymnastique et sportive des patronages de France

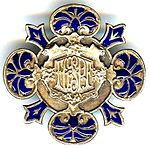
Épinglette de la FGSPF.

Les sections de jeux et de gymnastique des œuvres de jeunes gens commencent à se regrouper en 1898 — à l’initiative de Paul Michaux — en une organisation fédérale : l’Union des sociétés de gymnastique et d’instruction militaire des patronages et œuvres de jeunesse de France (USGIMPOJF) qui devient Fédération des sociétés catholiques de gymnastique (FSCG) en 1901, puis Fédération gymnastique et sportive des patronages de France (FGSPF) en 1903. Développant aussi la préparation militaire, celle-ci contribue à l’effort national destiné à prévenir le retour du conflit franco-allemand et démontre ainsi le patriotisme des milieux catholiques ouvriers.
Ne souhaitant pas se couper pour autant de la jeunesse instruite, elle s’adjoint, dès 1911, la première commission française relative au sport scolaire. Celle-ci prend le nom d’Union gymnastique et sportive de l’enseignement libre pour devenir Union générale sportive de l'enseignement libre (UGSEL) en 1935. À l’aube de l’année 1914, la FGSPF regroupe 15 000 associations essentiellement issues de patronages paroissiaux, les organisations des œuvres, à l’instar de la société de Saint-Vincent-de-Paul, restant le plus souvent attachées au patronage fermé.
De 1918 à 1939, la FGSPF, reconnue d’utilité publique pour sa participation à la victoire, connaît un développement considérable en métropole et en Afrique du Nord. Elle contribue alors de façon notoire à la promotion et au développement du basket-ball. Dès 1919, une organisation féminine homologue apparaît sous la dénomination de Rayon sportif féminin. Sous l’Occupation, les deux organismes sont contraints de fusionner sous le nom provisoire, imposé par le régime de Vichy à partir du 24 octobre 1942, d’Union gymnique et sportive des patronages de France (UGSPF).

### Le Rayon sportif féminin

Insigne de béret des monitrices du RSF.

Fondé en 1919 par les Filles de la Charité, le Rayon sportif féminin (RSF) est le mouvement sportif catholique équivalent réservé aux jeunes filles. C’est aussi l’une des plus anciennes organisations concernant le sport féminin en France. Rapidement élargi à la demande de l’épiscopat aux autres congrégations et aux patronages paroissiaux, il revendique, à la veille de la Seconde Guerre mondiale, un effectif de 60 000 gymnastes réparties sur tout le territoire national.
Au début du Front populaire, le RSF troque son sigle pour celui de Fédération nationale d’éducation physique féminine (FNEPF) et coupe le cordon ombilical avec les Filles de la Charité. La direction, laïcisée, aligne son organisation sur celle de la FGSPF : comité central et comité technique à Paris, comités diocésains en province. Le premier comité central regroupe l’ensemble des mouvements de jeunesse féminins.
À l’automne 1940, sous l'Occupation, l’administration du secrétariat à l’éducation générale de l’État français — dont est membre une de ses plus grandes dirigeantes : Marie-Thérèse Eyquem — contraint le RSF à se rattacher à la FGSPF. Ce rattachement est pérennisé à la Libération en 1945, ladite fédération prenant dès lors l’appellation de Fédération sportive de France le 22 mars 1947, puis celle de Fédération sportive et culturelle de France (FSCF) en 1968.

## La Fédération sportive de France
La Fédération sportive de France connaît un départ fort encourageant sous la IVe République puis la définition d'une nouvelle politique sportive dans les premières années de la Ve République, suivie de la remise en cause de l'utilité missionnaire des patronages par l'Église de France qui s'appuie alors sur le concile Vatican II, secoue ses fondements. Cette crise induit une réflexion sur la dimension d'éducation populaire de l'institution et entraîne son changement de sigle en 1968. 

### Le renouveau
Les premiers pas de la FSF sont encourageants. Ses ressortissants brillent aux Jeux olympiques de Londres avec la médaille d’or d’Adrien Rommel par équipe à l’épée, celles d’argent d’Ignace Heinrich au décathlon et Robert Chef d’Hôtel au relais 4 × 400 mètres, la seconde place de l’équipe de basket dont l’entraîneur, Robert Busnel et cinq membres sont issus de ses associations — André Buffière de l’Éveil sportif Sainte-Marie de La Guillotière de Lyon, André Barrais, Maurice Desaymonet, Maurice Girardot (ces trois derniers étant affiliés à Championnet Sports) et Jacques Perrier des Hirondelles des Coutures — ainsi que deux autres médailles de bronze : Jacqueline Mazéas au disque et Marcel Hansenne sur 800 mètres. Elle démontre la même année la bonne santé de ses associations en réunissant à Paris 12 000 gymnastes et musiciens à l’occasion de son cinquantenaire. Le basket connaît, en son sein, un développement exceptionnel : tout patronage possède son équipe et le haut niveau français est incarné par celui de la FSF. En 1949, les Spartiates d'Oran, meilleur club d’Algérie, sont sacrés champions de l’Union française, après avoir battu l’équipe de France militaire et l’Association sportive de Villeurbanne Éveil lyonnais (ASVEL), alors championne de la métropole.
La FSF connaît son apogée dans les années 1950 avec environ 4 200 sociétés regroupant près de 800 000 membres. Le 12 mai 1952, lors de la célébration parisienne de la fête nationale de Jeanne d'Arc, sa participation est l’occasion de démontrer toute sa vitalité. Avant le dépôt des gerbes place des Pyramides par le président de la République Vincent Auriol, le président du Conseil, Antoine Pinay, le  ministre de la Défense nationale René Pleven et le maréchal Juin, Mgr Feltin préside en l'église Saint-Sulpice une messe devant plusieurs milliers de scouts de France et de membres des patronages de la FSF. L'autel est dressé dans le péristyle de l'église et les porte-drapeaux des sociétés qui ceinturent la place du parvis pendant la cérémonie défilent ensuite en bon ordre dans les artères de la capitale.
Cependant, à côté du sport, les associations posent bientôt d’autres questions à la FSF. Un Centre de liaison inter-foyers-clubs (CLI) animé par Jacques Fournier apparaît dès 1954 dans les patronages parisiens alors qu’en Alsace une Union régionale des loisirs (URL) dirigée par Marcel Rudloff se développe à partir de 1960 au sein de l’Avant-garde du Rhin (AGR). Les débuts de la FSF constituent aussi une phase importante de succession. Les deux grands dirigeants historiques que sont le président François Hébrard et son secrétaire général Armand Thibaudeau se retirent respectivement en 1954 et 1955. Le président a sollicité un collègue de l’Institut catholique de Paris, Gilbert Olivier, pour lui succéder et un jeune, Robert Pringarbe, œuvre déjà aux côtés du secrétaire général depuis un an. Il doit faire immédiatement ses preuves avec l’organisation du soixantenaire prévu en 1958. Le pari est réussi et ce sont 18 000 gymnastes et musiciens du 3 au 6 juillet 1958 qui défilent, comme en 1921, 1923, 1937 et 1948, sur les Champs-Élysées, après la réception de la présidence fédérale à l’Élysée par le président de la République, Vincent Auriol.

### Les crises

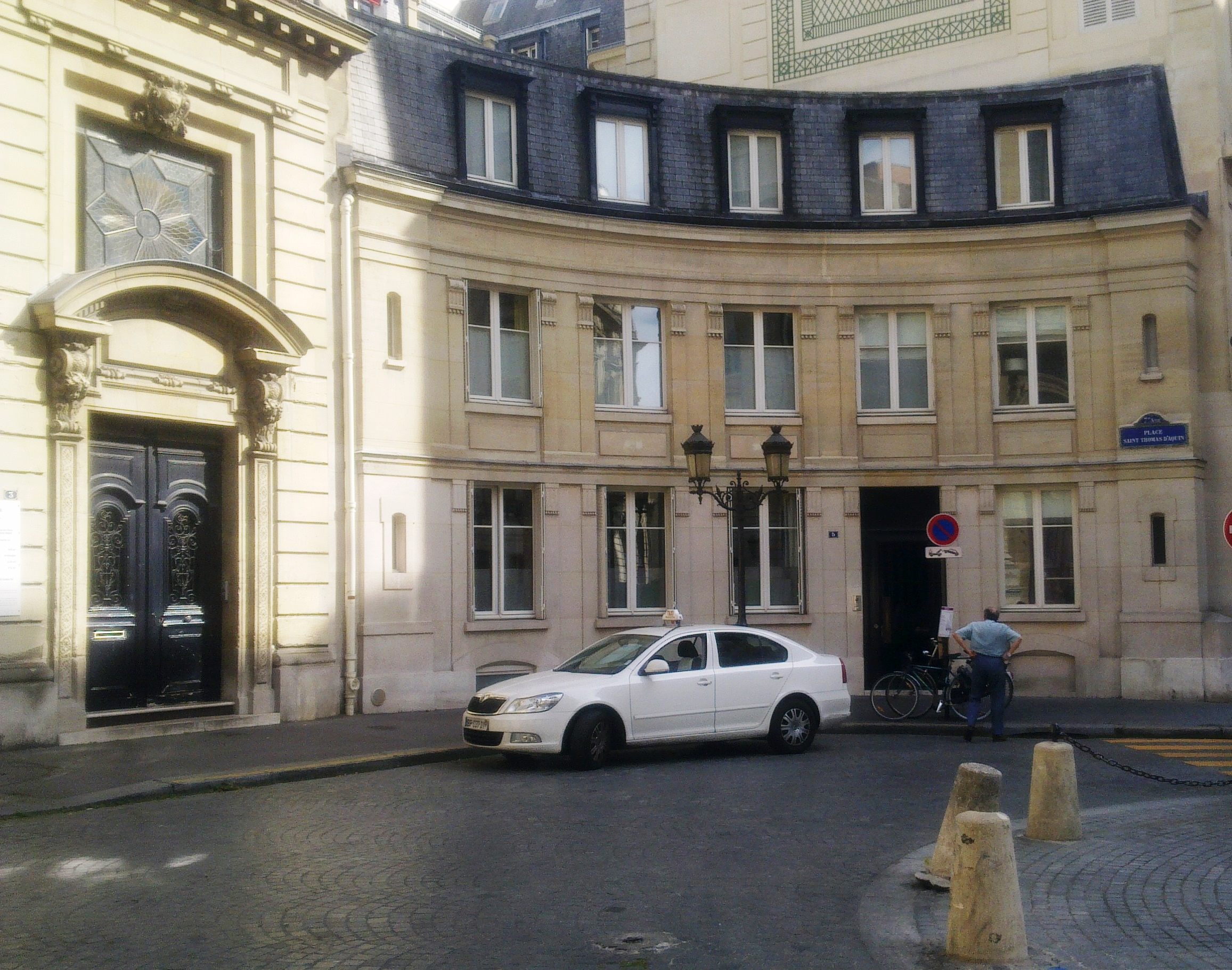
5 place Saint-Thomas d'Aquin : le siège de la FSF.

Deux crises majeures ponctuent ensuite la vie fédérale :
1. la première concerne les rapports de l’État au monde sportif, avec les arrêtés de Maurice Herzog du 27 novembre 1962 puis du 4 avril 1963, qui semblent menacer à terme la liberté d'association et remettre en cause le bénévolat[J 8]. En dépit des nombreux signes d’apaisement du ministre à l’égard de la fédération, les éditoriaux de la revue fédérale, Les Jeunes, s’enflamment et sont bientôt suivis des premiers recours administratifs d’une fédération sportive à l’égard de son administration de tutelle[J 9].
2. la seconde concerne les premières mises à l’écart des patronages dans de nombreuses paroisses[15]. À la suite de la guerre de 1914, il s’élève dans certains cercles du clergé français des réserves sur la pérennité de l’usage missionnaire d’un « sport à goût de guerre »[G 6] qui reste toujours associé à la préparation militaire[G 7]. Dès 1945, l’avancée de ces éléments progressistes[G 8] remet en cause, sous divers prétextes, le bien-fondé et l’utilité des patronages paroissiaux[16] au profit d’un messianisme dont Gilbert Olivier pressent le caractère élitiste. Aussi, il appelle les directions diocésaines au réalisme et à une meilleure prise en compte des chrétiens ordinaires en 1964 dans un éditorial des Jeunes intitulé Plaidoyer pour les chrétiens frileux[17].

Cette crise encore latente s’aggrave avec la mise en œuvre du concile Vatican II, après le départ de Gilbert Olivier en 1965 : « ... le cordon ombilical qui nous reliait à l'institution ecclésiale, à l'Église, parfois monument de pierre et patrimoine du passé, ce cordon ombilical qui était comme le lien qui nous rattachait s'est le plus souvent rompu, comme arraché » et de nombreuses associations perdent leur prêtre-directeur et parfois les installations et le siège social où elles sont implantées depuis des décennies. D’autres évènements contribuent aussi à perturber le cours de la vie fédérale. En interne, les instances fédérales doivent faire face au développement des foyers-clubs qui commencent à les solliciter dès 1957, alors qu’à l’extérieur, les conséquences des retombées des Jeux olympiques de Rome sur les orientations de la politique sportive de la Ve République se font sentir avec, pour corollaire, que la médiatisation apportée par le développement de la télévision bénéficie surtout aux sports olympiques. L’ensemble de ces facteurs conjugués amène la FSF à réfléchir sur sa dimension d’éducation populaire et à troquer son nom pour celui de Fédération sportive et culturelle de France le 13 mars 1968,.